# بيل غاستون
بيل غاستون (بالإنجليزية: Bill Gaston)‏ (1953)؛ شاعر وروائي كندي.